# Kypello Ellados 2010-2011
La Coppa di Grecia 2010-2011 è stata la 69ª edizione del torneo. La competizione è iniziata il 4 settembre 2010 ed è terminato il 30 aprile 2011. L'AEK Atene ha vinto il trofeo per la quattordicesima volta, battendo in finale l'Atromitos.

## Primo turno
Le partite si sono giocate il 4 e il 5 settembre 2010.
| Squadra 1                 | Risultato         | Squadra 2                    |
| ------------------------- | ----------------- | ---------------------------- |
| Megas Alexandros Iraklias | 1 – 1 (3 – 0 dtr) | Panīleiakos                  |
| Keravnos Keratea          | 0 – 1             | Apollōn Smyrnīs              |
| Kallonī                   | 0 – 1             | Aetos Skydra                 |
| Nikī Volo                 | 2 – 3 (dts)       | Rouf                         |
| Rodos                     | 1 – 0             | Nafpaktiakos Asteras         |
| Odysseas Anagennisi       | 1 – 0             | Makedonikos                  |
| Anagennīsī Epanomī        | 1 – 0             | Īraklīs Psachna              |
| Vyzas                     | 0 – 2             | Panachaïkī                   |
| Ethnikos Filippiada       | 0 – 1             | Platanias                    |
| Doxa Kranoula             | 0 – 0 (4 – 3 dtr) | Fōkikos                      |
| Aias Salamina             | 1 – 0 (dts)       | Zakynthos                    |
| Agia Paraskevi            | 3 – 2             | Chania                       |
| Korinthos                 | 1 – 1 (6 – 7 dtr) | Tyrnavos                     |
| Kozani                    | 1 – 0             | Enosi Panaspropyrgiakos/Doxa |
| Pontii Katerini           | 1 – 2             | Panaigialeios                |

## Secondo turno
Le partite sono state giocate il 15 e il 16 settembre 2010.
| Squadra 1                 | Risultato         | Squadra 2           |
| ------------------------- | ----------------- | ------------------- |
| Anagennīsī Giannitsa      | 2 – 2 (4 – 3 dtr) | Ionikos             |
| Eordaikos                 | 1 – 0             | Kallithea           |
| Megas Alexandros Iraklias | 0 – 1             | GAS Veria           |
| Anagennīsī Epanomī        | 0 – 1             | Panaitōlikos        |
| Platanias                 | 0 – 1             | Īlioupolī           |
| Aetos Skydra              | 1 – 2             | Anagennīsī Karditsa |
| Kozani                    | 1 – 0             | Thrasyvoulos        |
| Doxa Kranoula             | 1 – 3 (dts)       | Ethnikos Pireo      |
| Panaigialeios             | 1 – 1 (0 – 3 dtr) | Trikala             |
| Aias Salamina             | 0 – 0 (0 – 3 dtr) | Pierikos            |
| Panachaïkī                | 1 – 0             | Levadeiakos         |
| Olympiakos Chersonissos   | 1 – 2             | OFI Creta           |
| Agia Paraskevi            | 0 – 1             | Ethnikos Asteras    |
| Rodos                     | 0 – 1 (dts)       | Diagoras            |
| Apollōn Smyrnīs           | 1 – 3 (dts)       | Panthrakikos        |
| Odysseas Anagennisi       | 0 – 2             | PAS Giannina        |
| Rouf                      | 2 – 1 (dts)       | Agrotikos Asteras   |
| Tyrnavos                  | 0 – 0 (4 – 2 dtr) | Doxa Dramas         |

## Terzo turno
Le partite sono state giocate il 29 settembre 2010.
| Squadra 1 | Risultato   | Squadra 2      |
| --------- | ----------- | -------------- |
| Tyrnavos  | 0 – 1       | GAS Veria      |
| Rouf      | 1 – 2 (dts) | Ethnikos Pireo |

## Quarto turno
Le partite sono state giocate il 26, 27, 28 ottobre e il 3 novembre 2010.
| Squadra 1            | Risultato         | Squadra 2        |
| -------------------- | ----------------- | ---------------- |
| Anagennīsī Giannitsa | 1 – 3             | Atromītos        |
| Pierikos             | 1 – 3             | Asteras Tripolīs |
| Ethnikos Asteras     | 0 – 0 (4 – 2 dtr) | Skoda Xanthi     |
| OFI Creta            | 0 – 1 (dts)       | Olympiakos Volos |
| Ethnikos Pireo       | 0 – 1             | Larissa          |
| Panaitōlikos         | 0 – 2             | Īraklīs          |
| Panachaïkī           | 0 – 2             | Kavala           |
| Aetos Skydra         | 0 – 2 (dts)       | Panserraïkos     |
| PAS Giannina         | 1 – 0             | Ergotelīs        |
| Kozani               | 0 – 5             | Panathīnaïkos    |
| Diagoras             | 3 – 1             | Paniōnios        |
| Trikala              | 1 – 1 (4 – 2 dtr) | Arīs Salonicco   |
| Eordaikos            | 0 – 1 (dts)       | PAOK             |
| GAS Veria            | 0 – 1             | Kerkyra          |
| Panthrakikos         | 1 – 5             | AEK Atene        |
| Īlioupolī            | 0 – 1             | Olympiacos       |

## Ottavi di finale
Le partite sono state giocate il 21 e il 22 dicembre 2010.
| Squadra 1        | Risultato | Squadra 2    |
| ---------------- | --------- | ------------ |
| Olympiakos Volos | 2 – 0     | Panserraïkos |
| Atromītos        | 1 – 0     | Kavala       |
| PAOK             | 2 – 1     | PAS Giannina |
| Asteras Tripolīs | 0 – 1     | Olympiacos   |
| Panathīnaïkos    | 3 – 2     | Trikala      |
| Ethnikos Asteras | 1 – 1     | Diagoras     |
| Īraklīs          | 1 – 1     | Kerkyra      |
| Larissa          | 0 – 4     | AEK Atene    |

Rigiocate
| Squadra 1 | Risultato         | Squadra 2        |
| --------- | ----------------- | ---------------- |
| Diagoras  | 1 – 0             | Ethnikos Asteras |
| Kerkyra   | 0 - 0 (4 – 2 dtr) | Īraklīs          |

## Quarti di finale
Le partite sono state giocate il 29 dicembre 2010.
| Squadra 1     | Totale | Squadra 2        | Andata | Ritorno |
| ------------- | ------ | ---------------- | ------ | ------- |
| Kerkyra       | 2 – 3  | Olympiakos Volos | 0 – 2  | 2 - 1   |
| Olympiacos    | 1 – 2  | PAOK             | 1 – 1  | 0 - 1   |
| Panathīnaïkos | 3 – 4  | AEK Atene        | 0 – 2  | 3 - 2   |
| Atromītos     | 3 – 0  | Diagoras         | 2 – 0  | 1 - 0   |

## Semifinali
Le partite sono state giocate il 2 marzo 2011.
| Squadra 1 | Totale | Squadra 2        | Andata | Ritorno |
| --------- | ------ | ---------------- | ------ | ------- |
| AEK Atene | 1 – 0  | PAOK             | 0 – 0  | 1 - 0   |
| Atromītos | 2 – 1  | Olympiakos Volos | 2 – 1  | 0 - 0   |

## Finale
| Arbitro: | Anastassios Kakos (Corfù) |

|                                     |           |  |
| Liberopoulos 28’ Baha 78’ Kafes 85’ | Marcatori |  |